# Lijst van voetbalinterlands Bermuda - Suriname
Deze lijst van voetbalinterlands is een overzicht van alle officiële voetbalwedstrijden tussen de nationale teams van Bermuda en Suriname. De landen speelden tot op heden een keer tegen elkaar. Die eerste ontmoeting, een kwalificatiewedstrijd voor het Wereldkampioenschap voetbal 2022, vond plaats op 4 juni 2021 in Paramaribo.

## Wedstrijden
| № | Plaats     | Datum       | Competitie           | Wedstrijd          | Uitslag |
| - | ---------- | ----------- | -------------------- | ------------------ | ------- |
| 1 | Paramaribo | 4 juni 2021 | WK 2022 kwalificatie | Suriname – Bermuda | 6 – 0   |

## Samenvatting
| Competitie      | Totaal gespeeld | Winst Bermuda | Gelijk | Winst Suriname | Doelsaldo Bermuda – Suriname |
| --------------- | --------------- | ------------- | ------ | -------------- | ---------------------------- |
| WK-kwalificatie | 1               | 0             | 0      | 1              | 0 − 6                        |
| Totaal          | 1               | 0             | 0      | 1              | 0 − 6                        |